# Triniochloa
Genre
Triniochloa est un genre de plantes monocotylédones de la famille des Poaceae, 
sous-famille des Pooideae, originaire d'Amérique latine, qui comprend six espèces acceptées.
Ce sont des plantes herbacées, vivaces aux tiges dressées ou décombantes, pouvant atteindre 135 cm de long, et aux inflorescences en panicules.

## Liste d'espèces
Selon The Plant List (27 mai 2018) :
- Triniochloa andina Luces
- Triniochloa gracilis Gómez-Sánchez & Gonz.-Led.
- Triniochloa laxa Hitchc.
- Triniochloa micrantha (Scribn.) Hitchc.
- Triniochloa stipoides (Kunth) Hitchc.
- Triniochloa talpensis Gonz.-Led. & Gómez-Sánchez